# Dominik Völker
Dominik Völker (* 3. März 1978) ist ein ehemaliger deutscher Basketballspieler.

## Werdegang
Der 1,85 Meter große Aufbauspieler gehörte in der Saison 1999/2000 zur Bundesliga-Mannschaft des TV Lich und wurde in fünf Begegnungen der höchsten deutschen Spielklasse eingesetzt. Seine Höchstleistung in der Basketball-Bundesliga waren neun Punkte, die er im Oktober 1999 im Spiel gegen Frankfurt erzielte. Er stieg mit Lich in die 2. Basketball-Bundesliga ab, Völker wechselte in der Sommerpause 2000 zum TSV Grünberg (ebenfalls 2. Bundesliga). In Grünberg war er Mannschaftskamerad seines Bruders Benjamin. Dominik Völker spielte später mit Grünberg in der Regionalliga, zuletzt in der Saison 2005/06. Er spielte ebenfalls für die zweite Herrenmannschaft des TSV.
Im Berufsleben wurde Völker Lehrer.